# 帕丁頓熊
帕丁顿熊（英語：Paddington Bear，又譯為帕丁頓熊、柏頓仔、派丁頓熊）是英國兒童文學中的一個虛構角色。他第一次出現是在1958年，隨後有14本米高·邦所寫的書是以他為主角，由佩姬·佛特南繪製的帕丁顿熊圖像獲得專售權。圖畫中的帕丁顿熊比較像是一隻泰迪熊（也是小熊維尼的原型），而非是一隻真正的熊。米高·邦將帕丁顿熊設計為一隻孤獨的泰迪熊，其靈感來源是他在1956年聖誕節前夕在倫敦帕丁顿車站附近的一家商店的架子上注意到了這隻泰迪熊，並買下了它作為送給妻子的禮物。他也可能受到二戰期間來自歐洲的猶太難民兒童或倫敦兒童被疏散到鄉村的景象的啟發。
帕丁顿熊是一隻擬人化的熊，說英語，總是戴著一頂舊帽子，無論到哪裡都帶著一個裝有他私人物品的舊皮箱（後來打開才知道裡面有一個秘密隔間，帕丁顿熊在內放置一些他認為最重要的東西，例如：他的護照）。在初創及較早的版本中，他穿著一件厚呢風衣，及一雙威靈頓長統靴。他總是有禮貌地以「先生」、「女士」或「小姐」來稱呼他人，很少直接用名字。他也總是心懷善意（雖然他會瞪他討厭的人），喜歡柑橘醬三明治及可可，雖然大家知道他「非常努力想把每件事情做好」，但是他卻不斷惹出許多麻煩。
著名搜索引擎Google于2008年10月13日在英國、愛爾蘭、紐西蘭、澳大利亞和美國分站首頁上線紀念Logo （页面存档备份，存于），慶祝帕丁顿熊50周年。
2022年6月，在英女皇伊莉莎白二世白金禧派對開幕式上預先錄製的喜劇片段中，真實的伊麗莎白二世女王與經後期製作的帕丁頓熊一起在白金漢宮享用茶點和柑橘醬三明治。在他們會面期間，女王向帕丁頓熊透露，她也總是在手提包裡放一個柑橘醬三明治以備不時之需。帕丁頓熊則「為凡事感謝」女王（Thank you for everything）。隨著女王在三個月後駕崩，這成為女王生前最後亮相的片段之一。許多民眾遂帶著帕丁頓熊去致敬女皇，由於帕丁頓熊太多，因此官方呼籲不要再帶去致敬女皇。最終其子查理三世將收到的帕丁頓熊捐出，另覓新主人。

## 中譯本
1988年臺灣國語日報出版社曾推出潘縵怡翻譯的中文版，書名為《小黃熊阿頓》（143面、19公分）；這個版本未採用佩姬·佛特南原圖，而改由陳雄繪製。
2011年臺灣國語日報出版社重新推出幸佳慧翻譯的新中文版，採用佩姬·佛特南原圖，並分為六冊，書名依序為《一隻叫派丁頓的熊》、《派丁頓的第一次》、《派丁頓幫幫忙》、《派丁頓度假去》、《派丁頓城市大冒險》、《我愛派丁頓》。

## 電影作品
- （2014）
- （2017）
- 《柏靈頓：熊熊去秘魯》（2024）